# سیارک ۲۰۷۸۵
سیارک ۲۰۷۸۵ (به انگلیسی: 20785 Mitalithakor، نامگذاری:2000RO60) بیست هزار و هفتصد و هشتاد و پنجمین سیارک کشف شده‌است که در ۳ سپتامبر ۲۰۰۰ کشف شد.
قدر مطلق سیارک برابر ۱۳.۵ است.